# Travis Kelce
Travis Michael Kelce (ur. 5 października 1989 w Westlake) – zawodnik futbolu amerykańskiego grający w Kansas City Chiefs w amerykańskiej lidze NFL. Został wybrany przez Chiefs w trzeciej rundzie draftu do NFL w 2013, a później wygrał z drużyną Super Bowl LIV i LVII LVIII, zdobywając przyłożenie we wszystkich zwycięstwach. Grał w futbol uniwersytecki dla Cincinnati Bearcats.
Uważany za jednego z najlepszych zawodników w historii na swojej pozycji, Kelce jest dziewięciokrotnym zawodnikiem Pro Bowl i czterokrotnie wystąpił w pierwszym składzie All-Pro. Jest rekordzistą NFL przez większość sezonów z rzędu i przez większość sezonów ogółem, zdobywając 1000 jardów na koniec z siedmioma. Jest także posiadaczem kilku rekordów ligi NFL. W sezonie 2022 Kelce stał się zawodnikiem, który osiągnął 10 000 zdobytych jardów najszybciej w karierze i stał się piątym zawodnikiem w historii NFL, który to osiągnął.
Poza futbolem amerykańskim Kelce pojawiał się w reality show i telewizji oraz w reklamach. Wraz ze swoim bratem Jasonem jest współgospodarzem podcastu New Heights, poruszającego tematy od futbolu amerykańskiego po kulturę popularną. Życie osobiste Kelce jest przedmiotem szerokiego zainteresowania mediów, ze względu na związek z piosenkarką Taylor Swift.